# 김천시립박물관
김천시립박물관은 경상북도 김천시에 있는 공립 박물관이다.

## 연혁
- 2020년 4월 10일 1종 전문박물관 등록(경북-공립12-2020-02).
- 2020년 6월 22일 개관.